# کمیته پرندگان کمیاب
کمیته پرندگان کمیاب (به انگلیسی: Bird rarities committee) یا کمیته ثبت پرندگان (به انگلیسی: Bird records committee)، کمیته‌ای است که برای تأیید رکوردهای پرندگان کمیاب در یک کشور یا منطقه خاص وجود دارد.
بسیاری از کشورها دارای کمیته ملی کمیاب هستند. در برخی مناطق، مانند اروپا، پوشش در سطح ملی تقریباً کامل است. کمیته‌های ملی اروپا همه اعضای انجمن کمیته‌های کمیاب اروپایی هستند.
برخی از کشورها کمیته‌هایی دارند که مناطق محلی بیشتری را پوشش می‌دهند - به عنوان مثال در ایالات متحده، اکثر ایالت‌ها کمیته ثبت ایالتی خود را دارند، و در بریتانیا، هر شهرستان کمیته ثبت شهرستان خود را دارد.
تفاوت کمیته ثبت با کمیته فهرست در این است که کمیته دوم تنها فهرستی از گونه‌های موجود در یک منطقه را تهیه می‌کند و به‌طور معمول تک‌تک رکوردهای گونه‌های کمیاب را ارزیابی نمی‌کند.